# Mahara McKay
Mahara Brigitta Lüem McKay (Auckland, 20 marzo 1981) è una modella neozelandese, cresciuta in Svizzera dal 1994 ed eletta Miss Svizzera 2000.

## Biografia
Ha studiato presso la scuola di arti e mestieri di Aarau e nel 1999 ha iniziato un apprendistato come disegnatrice decorativa a Zurigo. Mahara McKay ha rappresentato la Svizzera a Miss Mondo 2000 e Miss Universo 2001. In entrambe le occasioni, tuttavia, non è riuscita a superare le fasi preliminari dei concorsi. Dal 2001 alterna alla carriera di modella, quella di disc jockey di musica chillout. Alcuni suoi lavori sono apparsi nelle compilation Moana - My Selection (2001), Moana - My Selection Part II (2003) e More Moana Dreams (2004).